# 反潮流
反潮流被毛泽东称为马克思列宁主义的原则。

## 历史
1959年4月5日，毛泽东在中央会议上说：“列宁提出反潮流，有许多时候是这样的，要反潮流……”:10
1960年9月，毛泽东会见澳大利亚共产党中央总书记夏基、主席狄克逊说：“历史上的经验证明，社会发展到一定的时候，有必要反潮流。”:454
1970年10月，毛泽东又说：“什么伟大谦虚，在原则问题上，从来没有客气过。要敢于反潮流。反潮流是马列主义的一个原则。在庐山，我的态度就是一次反潮流。”
“反潮流”被写入中共十大报告：“要有敢于反潮流的革命精神。毛主席指出：反潮流是马列主义的一个原则。”以及中共十大通过的《中国共产党章程》。
当时国内树立了几个“反潮流”人物：
- 辽宁青年张铁生。
- 知识青年柴春泽。
- 南京大学学生钟志民。
- 北京中关村第一小学五年级学生黄帅。
- 1973年，李庆霖在《红旗》杂志上发表《谈反潮流》。